# جی‌اس‌پی پرومپتو
جی‌اس‌پی پرومپتو (به انگلیسی: GSP Prometeu) یک کشتی است که طول آن ۵۲٫۴ متر (۱۷۲ فوت) و ارتفاع آن ۱۲۰ متر (۳۹۰ فوت) می‌باشد. این کشتی در سال ۱۹۸۴ ساخته شد.